# 新洲生态园
31°31′32″N 120°22′56″E / 31.52568°N 120.38226°E
新洲生态园（英語：Wuxi Xinzhou Scenic Area），位于中华人民共和国江苏省无锡市新吴区，是国家3A级旅游景区。

## 特点
2002年8月8日启动，一期投资4100万元。建筑规划45万平方米，绿化面积32万平方米。2003年8月正式开园。当地政府对水体及地形的改造后，公园形成了湿地、湖泊、山地、丘陵等自然地貌。生态园内有植物200多种，灌木30万株。